# 아이리스 에이드리언
아이리스 에이드리언(Iris Adrian, 본명: 아이리스 에이드리언 호스테터, 1912년 5월 29일 ~ 1994년 9월 17일)은 미국의 댄서, 텔레비전 배우, 배우, 영화배우이다.
로스앤젤레스에서 태어났으며 할리우드에서 사망하였다. 포리스트 론 메모리얼 파크에 매장되었다.

## 영화
- 허비 - 흥분하다 (1980년)
- 사랑의 유람선 (1977년)
- 노 디퍼짓, 노 리턴 (1976년) - 하우스와이프 역
- 쉐기 D.A. (1976년)
- 프리키 프라이데이 (1976년)
- 애플 덤플링 갱 (1975년)
- 맨발의 경영자 (1971년)
- 러브 버그 (1969년)
- 별난 커플 (1968년)
- 명탐정 디씨 (1965년)
- 심부름 소년 (1961년)
- 블루 하와이 (1961년)
- 헬렌 모건 스토리 (1957년)
- 카니발 록 (1957년)
- 테이크 더 하이 그라운드! (1953년)
- 애보트와 코스텔로- 크리스마스 쇼 (1952년)
- 빅 트리 (1952년)
- 마이 페이버릿 스파이 (1951년)
- 마이 드림 이즈 유어스 (1949년)
- 페일페이스 (1948년)
- 이츠 어 프레저 (1945년)
- 스토크 클럽 (1945년)
- 벌레스크의 여인 (1943년)
- 히스 버틀러스 시스터 (1943년)
- 허스 투 홀드 (1943년)
- 리비아 상륙작전 (1942년)
- 브로드웨이 (1942년)
- 록시 하트 (1942년)
- 오케스트라 와이브즈 (1942년)
- 잔지바르 가는 길 (1941년)
- 고 웨스트 (1940년)
- 1937년의 황금광들 (1936년)
- 명랑한 사기 (1935년)
- 파라마운트 온 퍼레이드 (1930년)
- 로드 바이론 오브 브로드웨이 (1930년)
- 레츠 고 네이티브 (1930년)